# Сухановка
Суха́новка (рос. Сухановка) — село у складі Артинського міського округу Свердловської області.
Населення — 700 осіб (2010, 878 у 2002).
Національний склад станом на 2002 рік: росіяни — 92 %.